# Кочево
Кочево е село в Южна България. То се намира в община Садово, област Пловдив.

## География
Село Кочево е малко равнинно село в Асеновградско и се намира в западната част на Северна Тракия, в Пловдивска област, на шосето Асеновград-Садово, на 10 км северно от Асеновград и на 17 км източно от областния център – град Пловдив, като е съставно селище от община Садово. Надморската му височина е около 110 м. Населението му към 2007 г. е 647 жители; площ на самото село – 539 дка; цялостна площ на селското землище и мера – 7500 дка. Климатът е преходно-континентален, а почвите му са черноземни. Основният отрасъл на хората е земеделието. Доминира отглеждането на фъстъци, царевица, жито и пъпеши. Селището има автобусни линии със Садово, Асеновград и Пловдив и железопътни със Садово и Пловдив.
По землище граничи със следните села: Болярци, Караджово и Садово.
Селото притежава и общо 117 дка от издълбания в землищата на селата Кочево, Чешнегирово и град Садово напоително-риболовен язовир, като другите две части от язовира се поделят между Садово и Чешнегирово.

## История
По предания селото е съществувало още преди падането на България под османско владичество, като било „...го имало още по гръцко време...“ /по разказите на възрастните кочовци, които твърдели, че знаели това още от старите хора, живели по тяхно време/, т.е. още през Средновековието. Било е образувано от заселени във Византия печенеги. За пръв се споменава в регистъра на акънджиите от 1472 г., под името „Село Кошаш“ от нахия Филибе (Пловдив). Посочено е със 7 къщи, натоварени с извънреден данък за въоръжаването на акънджийските отряди в армията на султан Мехмед II (1451 – 1481), обложени с по 33 акчета от извънредното даждие (т.е. данък). От посочените 7 глави на домакинства от селото, мюсюлманските имена са 6, а християнските – само 1 – Лит.:(НБКМ-Сф, ОО – ОАК 94/73, л.51б).
От една бележка в полето на л.49б в същия регистър, нанесена с друг почерк от друго лице, различно от това на регистратора, водил съставянето на дефтера става ясно, че данъците, събрани от една от групите цигани в нахията Филибе /Пловдив/, са били предназначени за издръжката на акънджията „Иса син на Сюлейман от село Кочашлу (с. Кочево, общ. Садово), от Истанимака (Асеновград)..." (в оригинала на акънджийския регистър от 1472 г. – „İstanimakadan Koçaşlu nam köyünden İsa oğlu Süleyman“ – НБКМ-Сф, ОО – ОАК 94/73, л.49б).. Тази бележка подсказва, че Истанимака/Асеновград вероятно е бил център на по-малка административна единица, която обхваща няколко села, в рамките на нахията Филибе/Пловдив. Групите цигани от които е бил събран извънредния данък, нужен за издръжката на акънджията от Кочево са били двата цигански джемаата в нахия Филибе/Пловдив, означени в документа под наименованията „Джемаат на циганите, притежаващи берат“ и „Джемаат на циганите на Добри“, всичките общо 30 домакинства, от които са били събрани общо 990 акчета. Така броят на къщите в селото към края на 1472 г., става най-малко 8 на брой – 6-те мюсюлмански и 1-та християнска от редовния опис на селото на л.51б, плюс тази на акънджията от Кочево, известен от бележката от л.49б, като по този начин те стават общо 7 мюсюлмански и 1 християнска или общо 8(регистъра на акънджиите не обхваща цялото население на дадено селище, а само определена част от неговото население като цяло, като критерия на подбиране за това данъчно облагане не е съвсем ясен и изяснен, б.а.). – Лит.: НБКМ-Сф, ОО – ОАК 94/73, л.49б; Х.Христозов – „Демографско и урбанистично развитие на Асеновград през XV-XVII в. (Истанимака, Анбелианош, Йени кьой)“ – сб. „Стенимахос-Станимака-Асеновград“, Асеновград, 2014 г., стр. 111 – 112; стр. 112, бел. 32; M. Kiprovska – „The military organization of the akincis in Ottoman Rumelia“, Departament of History.Bilkent University, Ankara, September 2004 (непубликувана дипломна работа), р.112.
Сведения за Кочево има и в соколарския регистър от 1477 г., в който селото е записано под името „Вечошова“ /т.е. Кочашево, турският регистратор не е знаел български език и е записвал имената на българските селища, така както е успявал да ги чуе-б.а., Л.В./ като селище, което през въпросната година е доставило общо 9 сокола за нуждите на султанския двор и е било част от тимара на баздарите /дворцовите соколари/ Мустафа и Елиас. Посоченото под името му само 1 домакинство е християнско – /Извори за българската история, том 10, Сф, БАН, 1974 г., с.161/. В землището на селото се откриват многобройни находки на антични и по-късни монети. През 2007 г., в същата местност „Азмака“/"Ор(е)шака", където е било Старото село, била намерена от иманяр медна монета на цар Иван Александър /1331 – 1371/. Тази, а и още други находки на византийски монети – сребърна византийска монета – милиаренсий на император Йоан II Комнин /1118 – 1143/, тетартерон, мед на Йоан II Комнин/1118 – 1143/, срязан на две части – едната половинка от него, т.е. „миним“, меден фолис на император Константин X Дука /1059 – 1067/, тетартерон на император Алексий I Комнин/1081 – 1118/, както и друг един меден тетартерон на император Исак II Ангел /1185 – 1195/, вероятно доказват теорията, че наистина селото е много старо. Тук му е мястото да отбележим и важната подробност, че в гръцката версия на Устава-Типик на Бачковския манастир от 1083 г. в глава 38 /виж Извори за българската история, том 14, Сф, БАН, 1968 г., с.63, и бел.3 за двата възможни прочита, б.а.-Л.В./ от него се споменава „...Село Котрес/или Котреш – според другото възможно четене/, спадащо към Филипополските имоти...“, чието население било от заселени във Византия печенеги. В грузинската версия на Устава-Типик на Бачковския манастир от 1083 г., името на селото е предадено под формата „Село Котриа“ (А. Шанидзе – „Грузинский монастырь в Болгарии и его Типик. Грузинская редакция типика“, Тбилиси, 1971 гг., стр. 324).
При своите търсения успяхме да намерим гръцки документ от 10 август 1834 г. /виж Сб. БАН, кн.41 от 1949 г., с.330 – 331, документите на Пловдивската гръцка митрополия, публикувани от проф. Иван Снегаров/, където се споменава погърчен българин от Кочево – някой си Йоан Кочашоглиу /т.е. Иван Кочовеца/. По начина на изписване на името на селото по прозвището на Йоан на гръцки език и при сравняването му със споменатото в устава от 1083 г. село Котреш, написано също на гръцки език, установихме, че те съвпадат напълно – от което следва, че е възможно селото Котреш от документа от 11 век да е именно днешното Кочево. А и в по-късните документи от 15 – 17 в. Кочево се споменава под имената Кошаш, Кочач, или Кочаш /в документ от 1651 г. – като „Село Кочаш“ – виж Е. Грозданова – „Българската народност през 17 век“, Сф, 1989 г., с.384,№57, от което сравни: Котреш от 1083 г. с Кочаш от 1651 г., както и фанариотския документ от 1834 г., като и там името на селото е записано под формата „Кочаш“/. От всичко това следва, че Кочево с оглед на монетните находки, местните предания и достигналите до нас исторически документи е много старо българско селище, съществувало още през Средновековието и вероятно възникнало по време на византийското владичество над българските земи...
За далечното минало на селото се знае много малко. В местността „Орешака“, в землището на селото има следи и останки от тракийско селище, съществувало през римската епоха. Също така е имало и могилен некропол, който обаче не е датиран./Личен архив „Божидар Чапъров“-материалите непубликувани/. В местността „Орешака“, където е било първоначалното място на селото случайно и поединично са намирани монетни находки, чието разпределение е следното: Македония, Филип II Македонски/359 – 336 г. пр.н.е./, тетрадрахма, сребро-1.Одриско царство, Реметалк и Август/12 г. пр.н.е.-10/, бронз-1. Римска империя, Антонин Пий/138 – 161/ на Филипопол, мед-1, Клавдий II Готски/268 – 270/, антониниан, бронз със следи от посребряване – 1, Кар/282 – 283/, мед-1. В същата местност е била намерена от иманяри и колективна находка на сребърни тетрадрахми на Лизимах/312 – 281 г. пр.н.е./, чиято съдба е неизвестна. /Личен архив „Любомир Василев“ – материалите непубликувани/. На днешното си място според местните предания то „идва“ след една голяма чумна епидемия станала около 1866 г. В ония времена днешното място на селото е предствалявало силно гориста и естествено защитена равнинна местност. На територията на днешното Кочево, на мястото където е разположено сега, случайно и поединично са намерени сребърна монета на град Енос – хемиобол от периода 405 – 357 г. пр.н.е., бронзова римска монета – антониниан, сечена от император Проб/276 – 282/ и продупчена сребърна полска монета на град Данциг /сега Гданск/, сечена при управлението на крал Сигизмунд III Васа/1587 – 1632/ – четвърт талер, отсечен в 1615 г. В селски двор случайно била намерена масивна сребърна гривна, която по външните си белези датира вероятно от 18 в. /Личен архив – материалите непубликувани/. Подобна гривна се съхранява и в музейната сбирка на Исторически музей – Асеновград, която е определена към същото столетие. Село Кочево е едно от малките села, но с богата и вековна история, датираща от древността до наши дни.

## Религии
Предимно християнска източноправославна религия. Всяка година на 06.05 в църквата в с. Кочево „Св. Георги Победоносец“ има служба, курбан, и много хора от цялото село (дори и от съседните села) по случай празника „Гергьовден“. Прави се точно в тази църква, защото тя носи името на Св. Георги.

## Обществени институции
Кметството на с. Кочево с кмет Павел Йорданов Павлов.

## Културни и природни забележителности
- Паметник на загиналите жители на селото във войните от 1912 – 1918 г. и 1944 – 1945 г.
- Църковен храм „Св. Георги Победоносец“, построен около 1887 г. и др.

## Здравеопазване
Кочево разполага с 1 лекарски и 1 стоматологичен кабинет.

## Редовни събития
На Бъдни вечер коледарчета обикалят къщите, пеят коледарски песни
и благославят по случай празника.
По стар стил на 14 февруари кочовци отбелязват празника на Св. Трифон.
Избран човек, който се явява Трифон Зарезан и млади момичета, облечени с народни носии, обикалят къщите и „зарязват“ лозите под съпровод на народна музика. Също така благославят къщите за здраве и берекет.
Традиционният събор на селото е на 28 август, когато хората от селото почитат Успение на Пресвета Богородица по стар стил.

## Личности, свързани със селото
- Николай Трифонов (ръководител на оркестър „Славяни“)
- д-р Катерина Габерова – носителка на „Златен Хипократ“ 2013 г.

## Други
Гара (спирка) „Кочево“, фитнес зала, ресторант, кафе-бар+дискотека, кръчма, детска градина, парк+детска площадка, агроаптека, сервиз за ремонт на компютри, железарски магазин+книжарница, цех за преработка на плодове и зеленчуци, частна мини-фирма за преработка на месо и кайма, на разположение е и язовирът за спортен риболов, парк. Селото има осигурен интернет.